# Empregado doméstico

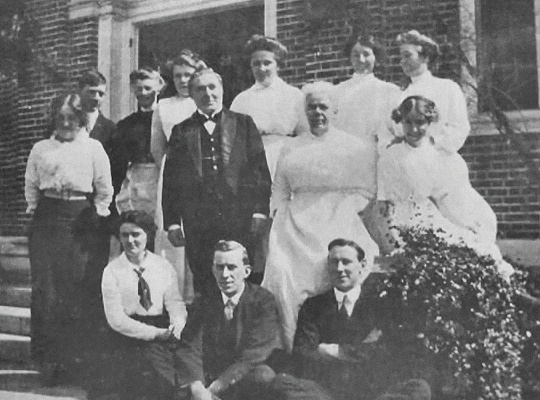
Trabalhadores domésticos nos Estados Unidos, no ano de 1914

Empregado doméstico ou trabalhador doméstico é uma pessoa que trabalha no âmbito de uma residência. Os trabalhadores domésticos são de uma variedade de posições, como por exemplo: mordomos, faxineiros, cozinheiros, babás, motoristas, etc.
Alguns trabalhadores domésticos vivem na casa do empregador. Empregados cujo trabalho inclui tarefas de gerenciamento complexas em grandes famílias são altamente valorizados. No entanto, para a maior parte, o trabalho doméstico tende a ser exigente e é comumente considerado subvalorizado. Embora a legislação que protege os trabalhadores domésticos exista em muitos países, é comum não ser aplicada de forma extensiva. Em muitas jurisdições, o trabalho doméstico é mal regulamentado e os trabalhadores domésticos estão sujeitos a graves abusos, incluindo a escravidão.

## Cenários globais

### Hong Kong
Trabalhadores domésticos de outros países, especialmente das Filipinas e da Indonésia, atuam em Hong Kong com vistos específicos, que isentam os empregadores de muitas obrigações legais comuns e permitem que paguem abaixo do salário mínimo. Aproximadamente 5% da população de Hong Kong é composta por trabalhadores domésticos estrangeiros, sendo que cerca de 98,5% dela são mulheres que atuam em tarefas domésticas como cozinhar, servir, limpar, lavar louça e cuidar dos filhos.
Durante a epidemia de covid-19, todos os trabalhadores domésticos estrangeiros vivendo em Hong Kong deveriam ser vacinados antes da renovação de seus contratos. Além dessa medida, em 9 de maio de 2021, o governo também anunciou que eles deveriam fazer obrigatoriamente o teste de Covid-19.

### Singapura
Dados do Ministério dos Trabalhadores de Singapura mostraram que em 2020 havia cerca de 247 400 trabalhadores domésticos estrangeiros em Singapura. Esse número reflete o empenho do governo de Singapura, iniciado em 1978 com o Projeto Empregada Doméstica Estrangeira, de recrutar mulheres da Malásia (com o qual mantinha acordos especiais de imigração), de Bangladesh, da Birmânia, da Índia, da Indonésia, das Filipinas, do Sri Lanka e da Tailândia para atuarem como trabalhadoras domésticas. Quase 20% das famílias de Singapura têm uma empregada doméstica, o que foi atribuído ao aumento da riqueza, pais que trabalham e também o envelhecimento da população. Desde 2019, o Ministério dos Trabalhadores exige que os empregadores de trabalhadores domésticos estrangeiros adquiram seguro médico com cobertura mínima de S$ 15 000 por ano.
Denúncias de maus tratos a trabalhadores domésticos estrangeiros em Singapura não são incomuns e têm sido amplamente relatadas, incluindo abuso físico, modéstia ultrajante e agressão sexual. Contudo, muitos casos foram aceitos pelo sistema jurídico de Singapura e foram abertos inquéritos contra empregadores abusivos. Por exemplo, houve o caso de uma empregada doméstica indonésia que teve seus dentes arrancados com um martelo. Em agosto de 2019, sua empregadora Zariah Mohd Ali foi condenado a 11 anos de prisão e também foi condenado a pagar à trabalhadora doméstica estrangeira cerca de S$ 56 500 de indenização ou cumprir cinco meses adicionais de prisão. O marido de Zariah, Mohamad Dahlan, recebeu uma sentença de 15 meses de prisão e precisava pagar S$ 1 000 de indenização. Em fevereiro de 2020, uma ex-policial, Nazriah Md Isa, foi sentenciada a duas semanas de prisão após se confessar culpada de duas acusações de agressão a sua empregada doméstica.

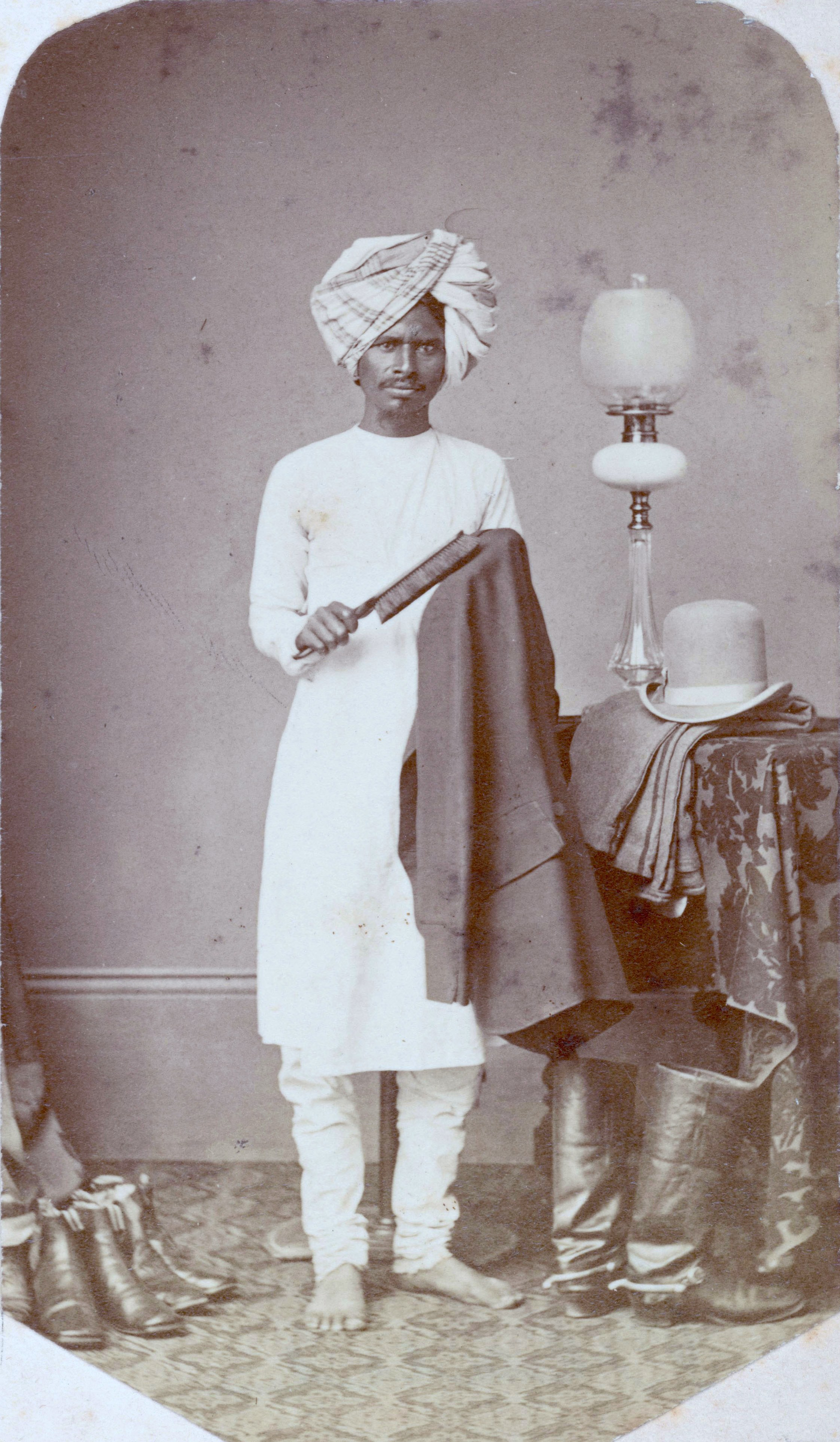
Um valet na Índia, c. 1870

### Arábia Saudita
De acordo com um relatório de 2008 da Human Rights Watch (HRW), o Ministério do Trabalho da Arábia Saudita divulgou que existem 1,2 milhão de trabalhadores domésticos na Arábia Saudita. O relatório afirma que o país do Golfo emprega cerca de 1,5 milhão de trabalhadoras domésticas da Indonésia, do Sri Lanka e das Filipinas. Estima-se que existam cerca de 600 mil trabalhadores domésticos da Indonésia, 275 mil do Sri Lanka e 200 mil das Filipinas. No entanto, a HRW relatou que várias trabalhadoras domésticas na Arábia Saudita enfrentam uma série de abusos. Além disso, a organização também entrevistou um funcionário do governo, que reconheceu a questão dos maus-tratos domésticos. O relatório afirmou que não existe um número preciso para destacar o total de violações dos direitos trabalhistas e outros direitos humanos que as trabalhadoras domésticas migrantes enfrentam na nação árabe.

### Reino Unido
As casas de campo inglesas e as great houses tinham muitos empregados domésticos que residiam em seu local de trabalho com funções e postos de comando distintos. O senhorio contratava com um mordomo para supervisionar os criados. O senhorialismo remonta à Idade Média e foi sumindo lentamente no Reino Unido. A série histórica de televisão britânica Downton Abbey retratou esses papéis. Os ricos da cidade também costumavam ter empregadas domésticas, mas em menor quantidade e com papéis menos marcados. Os trabalhadores domésticos eram em sua maioria considerados parte da classe baixa e em alguns casos da classe média. No século XXI, trabalhadores domésticos migrantes foram trazidos para o Reino Unido para atender à demanda mão-de-obra de baixo custo.

### Estados Unidos
Nos Estados Unidos, a escravidão terminou legalmente em 1865. Nesse contexto, o Freedmen's Bureau informou aos libertos que eles poderiam assinar contratos individuais de trabalho com fazendeiros brancos ou ser despejados das terras em que viviam. A maioria dos libertos do Sul assinou contratos de trabalho com seus ex-proprietários brancos porque trabalhar no campo era a única experiência que tinham. Com habilidades limitadas e analfabetismo, muitos homens se tornaram meeiros, enquanto a maioria das mulheres participava do trabalho doméstico. Essas pessoas não apenas não foram qualificados para outros empregos, como foram-lhes negados outros empregos e segregados da sociedade norte-americana por causa da cor de sua pele. O Sul queria manter a segregação viva e, portanto, aprovou leis como as leis Jim Crow após a Guerra de Secessão, que negavam aos afro-americanos igualdade legal e direitos políticos. Essas leis mantiveram muitos afro-americanos com um status de segunda classe até que novas leis acabassem com a segregação na década de 1960.
Até meados do século XX, o trabalho doméstico era uma importante fonte de renda para muitas mulheres de diferentes origens étnicas. Muitas dessas mulheres eram afro-americanas ou imigrantes. Mais especificamente, o Sul pós-guerra civil teve uma alta concentração de afro-americanos trabalhando como trabalhadores domésticos. Na virada do século XIX, também havia uma alta concentração de afro-americanos trabalhando como empregados domésticos no Norte. Muitas mulheres afro-americanas migraram para o norte em busca de melhores oportunidades de trabalho e salários mais altos em comparação com suas opções de emprego no sul. Elas trabalhavam como empregadas domésticas e geralmente eram tratadas como pobres e infantis, vistas como vítimas de sua própria ignorância de viver em comunidades cercadas pela violência e outras infrações sociais. No entanto, apesar dos estereótipos, essas mulheres permaneciam nesses empregos porque eram as únicas ocupações possíveis às afro-americanas antes da Primeira Guerra Mundial. Elas necessitavam trabalhar, junto com seus maridos, para manter financeiramente suas famílias.
Durante a Grande Depressão, muitos trabalhadores domésticos perderam seus empregos, pois muitas famílias brancas perderam sua fonte de renda e não puderam pagá-los. Naquela época, era comum que empregados domésticos fossem oferecer seus serviços de casa em casa à procura de emprego. A força de trabalho doméstica foi significativamente impactada pela Grande Depressão, que causou uma redução em seus salários e levou a uma jornada de trabalho de 18 horas. Além disso, os trabalhadores agrícolas e as mulheres afro-americanas que trabalhavam como empregados domésticos nessa época foram excluídos da Previdência Social e do Fair Labor Standards Act do New Deal. Todos os trabalhadores domésticos permaneceram sem direito à Previdência Social até 1950, quando aqueles que trabalhavam pelo menos dois dias por semana para a mesma pessoa foram incluídos na cobertura. No entanto, os trabalhadores domésticos que eram brancos, como os irlandeses e os alemães, capitalizaram o trabalho em casas de classe média em seu benefício. Trabalhar em lares de classe média serviu para americanizarem-se, permitindo que os trabalhadores se identificassem mais com seus empregadores do que as mulheres de sua própria classe e instigou a aspiração a se tornarem classe média.

## Trabalhadores
A Organização Internacional do Trabalho (OIT) estimou que, em 2015, existiriam cerca de 67,1 milhões de trabalhadores domésticos. Esses dados foram obtidos a partir de pesquisas e censos de 232 países e territórios. Mas a própria OIT reconhece que por ser um tipo de trabalho "invisível e não registrado, o número total de trabalhadores domésticos pode chegar a 100 milhões". No início do século XXI, estima-se que há 1,8 milhão de trabalhadoras domésticas e acredita-se que dezenas de milhares de pessoas estejam em trabalho forçado nos Estados Unidos.

### Mulheres

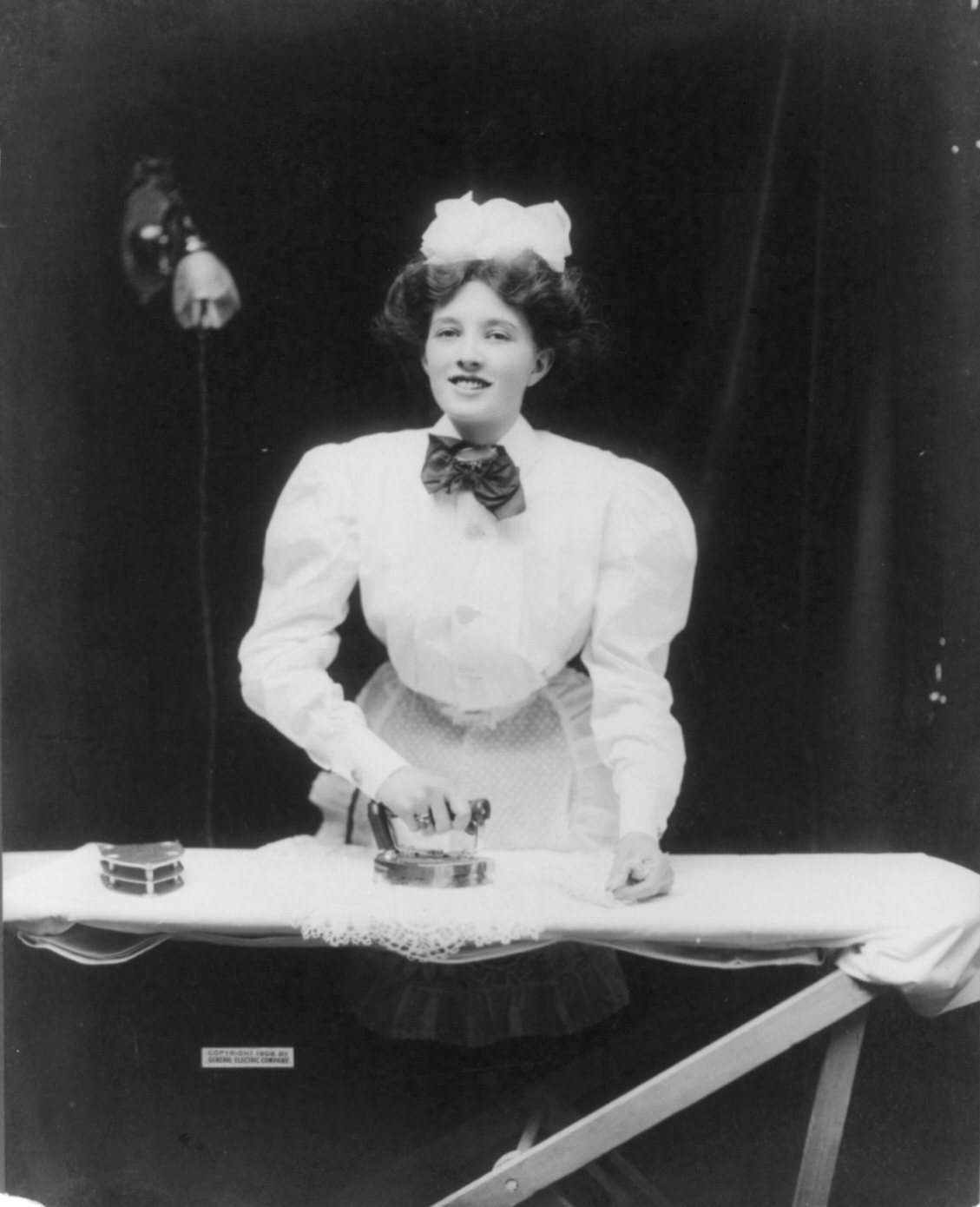
Uma empregada doméstica passando uma toalha de renda com o ferro elétrico GE, circa 1908

A OIT  afirma que há um viés de gênero nesse tipo de atividade. O Brasil possui um alta taxa de trabalhadoras domésticas, sendo que 92% de todos os trabalhadores domésticos são mulheres. Essa média é "superior à proporção de 80% no mundo e 88% na América Latina e no Caribe". A indústria do trabalho doméstico é dominada em todo o mundo por mulheres. Embora esse setor seja para elas um nicho ao qual elas têm acesso substancial, essa ligação do trabalho doméstico com as mulheres pode ser desvantajosa ao reforçar a desigualdade de gênero por meio da ideia de que o trabalho doméstico é uma indústria que deve ser dominada por mulheres. No setor do trabalho doméstico, os empregos ocupados por homens não são os mesmos empregos normalmente ocupados por mulheres. No ramo dos cuidados infantis, por exemplo, os homens representam apenas de 3% a 6% de todos os trabalhadores. Além disso, nessa atividade os homens têm maior probabilidade de preencher funções que não são de natureza doméstica, mas administrativas, como uma função de gerência em uma creche.
Embora se acreditasse que o trabalho doméstico era uma atividade que pertencia a um tipo de sociedade do passado sem lugar no mundo moderno, as tendências mostram que, embora elementos do setor tenham mudado, ele não deu sinais de desvanecimento, mas apenas de transformação. Várias são as causas específicas creditadas à continuidade do ciclo de demanda por trabalho doméstico. Uma dessas é que, com mais mulheres ocupando empregos de tempo integral e com os homens continuando as suas funções de trabalho, existiria a demanda por um terceiro elemento para realizar as atividades da casa e do cuidado com os filhos. Argumenta-se, entretanto, que essa situação não resultaria na demanda por trabalho doméstico externo se homens e mulheres estivessem em paridade de esforços no trabalho doméstico e na criação dos filhos.

### Migrantes
Tradicionalmente, os trabalhadores domésticos são em sua maioria mulheres e provavelmente imigrantes. A demanda por trabalhadores domésticos também passou a ser atendida principalmente por estrangeiros que se mudam para nações mais ricas para atuar nessa atividade. Essa tendência de trabalhadores domésticos fluindo de nações mais pobres para nações mais ricas cria um relacionamento que, em alguns níveis, encoraja a liberação das tarefas domésticas de um grupo de pessoas às custas da exploração econômica de outro grupo.

Trabalhadores domésticos migrantes são, de acordo com a Convenção nº 189 da Organização Internacional do Trabalho e a Organização Internacional para as Migrações, quaisquer pessoas “que se deslocam para outro país ou região para melhorar as suas condições materiais ou sociais e melhorar a perspectiva de futuro para si ou para sua família”, envolvidas em uma relação de trabalho desempenhando na casa do empregador ou "para uma família ou famílias”. O trabalho doméstico em si pode cobrir uma “ampla gama de tarefas e serviços que variam de país para país e que podem ser diferentes dependendo da idade, sexo, origem étnica e status de migração dos trabalhadores em questão”. Essa parcela de trabalhadores foram identificados por alguns estudiosos como situados dentro do "rápido crescimento do trabalho doméstico remunerado, a feminização da migração transnacional e o desenvolvimento de novas esferas públicas".

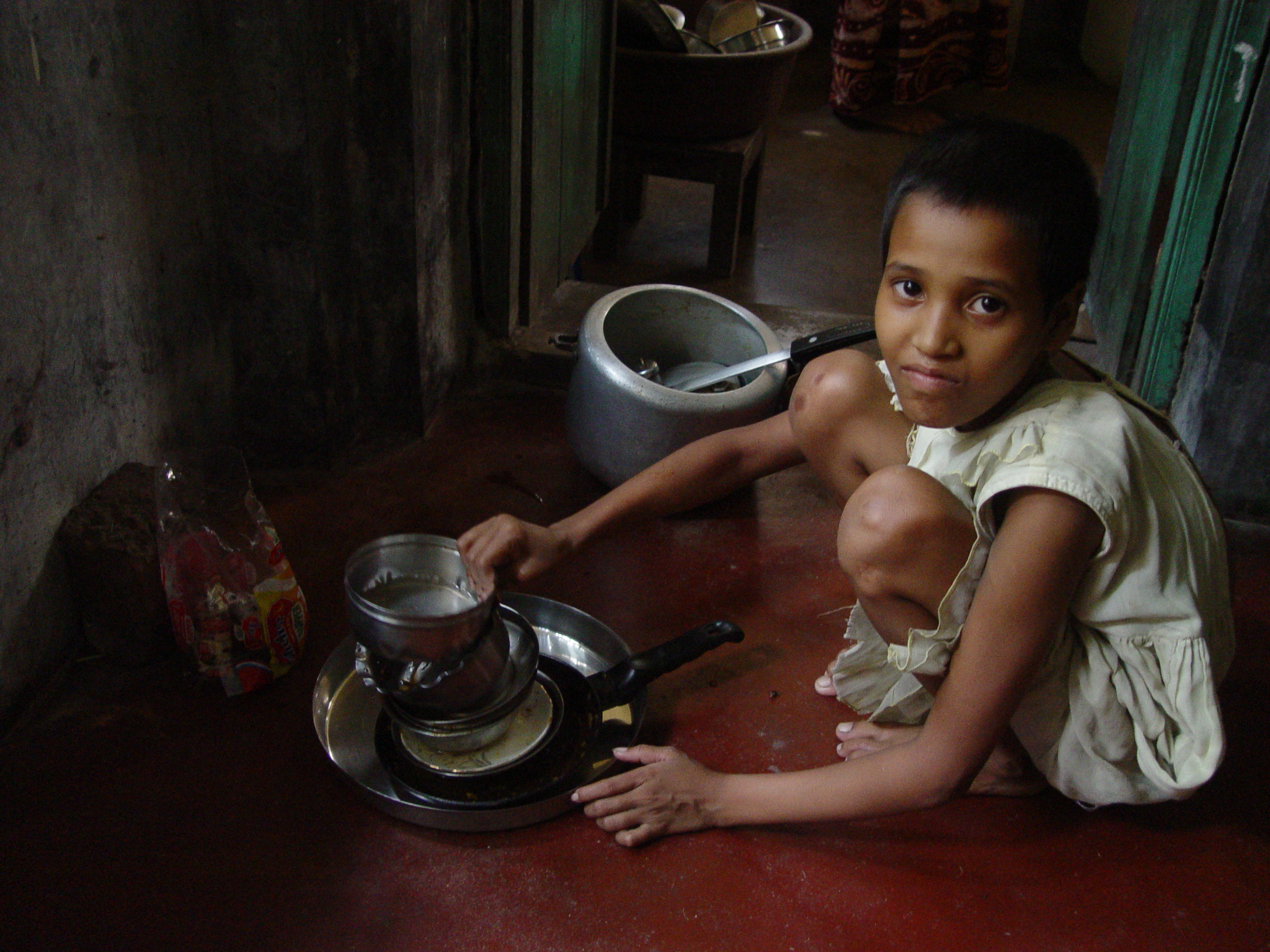
Empregada doméstica infantil na Índia.

### Crianças
A meninas menores de 16 anos trabalham mais como empregadas domésticas do que em qualquer outra atividade laboral. Normalmente, em uma prática muitas vezes chamada de "confiage", os pais na pobreza rural fazem um acordo com alguém na cidade que aloja e envia seus filhos para a escola em troca do trabalho doméstico.
Essas crianças são muito vulneráveis à exploração. Com frequência, elas não têm permissão para fazer pausas ou são obrigadas a trabalhar muitas horas. Além disso, muitas sofrem com a falta de acesso à educação, o que pode contribuir para o isolamento social e a falta de oportunidades futuras. A UNICEF considera o trabalho doméstico uma das categorias que menor prestígio social e relata que a maioria das crianças trabalhadoras domésticas vivem na casa dos empregadores e estão sob seu controle 24 horas por dia. O trabalho doméstico infantil é comum em países como Bangladesh e Paquistão. No Paquistão, de janeiro de 2010 a dezembro de 2013, foram registrados 52 casos de tortura de crianças trabalhadoras domésticas, incluindo 24 mortes. Estima-se que, globalmente, pelo menos 10 milhões de crianças trabalham em empregos domésticos.
Ao atuarem nesse tipo de atividade, as crianças enfrentam vários riscos que são comuns ao trabalho doméstico. O Programa Internacional para a Eliminação do Trabalho Infantil identificou que esses riscos incluem: dias de trabalho longos e cansativos; uso de produtos químicos tóxicos; manuseio de cargas pesadas; manuseio de itens perigosos como facas, machados e panelas quentes; alimentação e acomodação insuficientes ou inadequadas e tratamento humilhante ou degradante, incluindo violência física e verbal e abuso sexual.

## Direitos e legislação
Em 2011, a Organização Internacional do Trabalho (OIT) adotou a Convenção sobre Trabalho Digno para Trabalhadores Domésticos. Em  2008, o Conselho de Administração da OIT havia concordado em incluir um item sobre trabalho digno para trabalhadores domésticos na agenda da 99ª Sessão da Conferência Internacional do Trabalho (2010) com o intuito de estabelecer normas trabalhistas. Em julho de 2011, na Conferência Internacional do Trabalho realizada pela OIT, os delegados da conferência adotaram a Convenção sobre Trabalhadores Domésticos por uma votação de 396 a 16, com 63 abstenções. A Convenção reconheceu os trabalhadores domésticos como trabalhadores com os mesmos direitos que os outros. Em 26 de abril de 2012, o Uruguai foi o primeiro país a ratificar a convenção.

### Brasil
A Lei nº 5 859, de 11 de dezembro de 1972, regulamentada pelo Decreto nº 71 885, de 9 de março de 1973, dispõe sobre a profissão do empregado doméstico no Brasil, conceituando-a e atribuindo-lhe direitos. A Constituição Federal de 1988, por sua vez, concedeu outros direitos sociais aos empregados domésticos, tais como: salário-mínimo; irredutibilidade salarial; repouso semanal remunerado; gozo de férias anuais remuneradas com, pelo menos, 1/3 a mais do que o salário normal; licença-maternidade, sem prejuízo do emprego e do salário, com duração de 120 dias; licença-paternidade; aviso prévio; aposentadoria e integração à Previdência Social.
A Lei n.º 11 324, de 19 de julho de 2006, altera artigos da Lei n.º 5 859, de 11 de dezembro de 1972. Os trabalhadores domésticos brasileiros firmaram direito a férias de 30 dias, obtiveram a estabilidade para gestantes, direito aos feriados civis e religiosos, além da proibição de descontos de moradia, alimentação e produtos de higiene pessoal utilizados no local de trabalho.

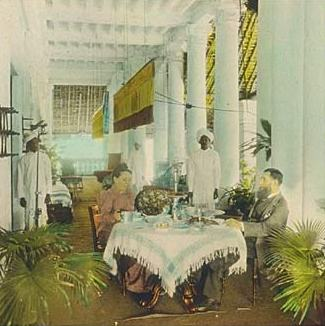
Colonial dining, William Henry Jackson (1895)

Em 19 de março de 2013 o Senado Federal aprovou,  em primeiro turno,  por unanimidade,  Proposta de Emenda à Constituição (PEC) n° 478 de 2010, que revoga o parágrafo único do art. 7º da Constituição Federal do Brasil, para estabelecer a igualdade de direitos trabalhistas entre os empregados domésticos e os demais trabalhadores urbanos e rurais. O texto, que já havia sido aprovado na Câmara dos Deputados, ainda deve ser ainda votado em segundo turno. A proposta amplia os direitos trabalhistas de trabalhadores domésticos. A votação foi marcada para o dia 26 de março, e, se aprovada, a PEC será promulgada pelo Congresso Nacional.
O texto aprovado garante, para os empregados domésticos, 16 dos 33 direitos trabalhistas já assegurados aos demais trabalhadores urbanos e rurais. Alguns desses direitos - tais como o Fundo de Garantia por Tempo de Serviço (FGTS), a proteção contra demissão sem justa-causa, o seguro-desemprego e creche para os filhos com até cinco anos - dependem de regulamentação posterior. Outros passam a valer assim que a lei for promulgada, tal como o pagamento de horas extras, licença-maternidade de 120 dias e o direito ao recebimento de salário não inferior ao mínimo legal. Segundo a relatora do projeto na Comissão de Constituição, Justiça e Cidadania (CCJ), senadora Lídice da Mata (PSB-BA), 94% dos 9,1 milhões de trabalhadores domésticos brasileiros são mulheres. 84% desse total são negros (dados da Federação Nacional dos Empregados Domésticos).
Em 30 de maio de 2012, a  Comissão de Trabalho, de Administração e Serviço Público (CTASP) da Câmara dos Deputados aprovou  o Projeto de Lei 7 279/10, do Senado, que regulamenta a profissão de diarista. A relatora, deputada Sandra Rosado (PSB-RN), sugeriu a aprovação da proposta, com emendas. O texto do Senado considera diarista o trabalhador que presta serviço até dois dias por semana para o mesmo contratante. Mas, em seu parecer, a deputada relatora sugeriu uma modificação, de modo que mais de um dia de trabalho por semana para o mesmo contratante já configure o vínculo empregatício. Assim, conforme o texto aprovado pela CTASP, diarista é o trabalhador que presta serviço no máximo uma vez por semana para o mesmo contratante, em ambiente residencial, sem vínculo empregatício, recebendo o pagamento pelos serviços prestados no dia em que o serviço é prestado.

### Estados Unidos
Nos Estados Unidos, os trabalhadores domésticos são geralmente excluídos de muitas das proteções legais concedidas a outras classes de trabalhadores, incluindo as disposições da Lei Nacional de Relações Trabalhistas. No entanto, nos últimos anos, grupos de defesa como a National Domestic Workers' Alliance conseguiram aprovar uma Declaração de Direitos dos Trabalhadores Domésticos como lei estadual em Nova York, Havaí e Califórnia. Os trabalhadores domésticos muitas vezes não possuem férias, licença médica e horas extras, e apenas 13% dos trabalhadores domésticos recebem seguro saúde fornecido por seus empregadores. Um relatório da National Domestic Workers Alliance e de grupos afiliados revelou que quase um quarto das babás, cuidadores e profissionais de saúde domiciliares ganham menos do que o salário mínimo nos estados em que trabalham, e quase a metade - 48% - recebem menos do que o necessário para sustentar adequadamente uma família. Muitos desses trabalhadores estão sujeitos a abusos, assédio sexual e desigualdade social. No entanto, como os trabalhadores domésticos trabalham em casa, suas lutas estão escondidas dentro das quatro paredes e fora dos holofotes públicos. No século XXI, com o aumento do poder, a comunidade de trabalhadores domésticos formou muitas organizações, como a National Domestic Workers Alliance, Domestic Workers United e The South African Domestic Service and Allied Workers Union.

### Vietnã
Em 14 de dezembro de 2020, o Governo do Vietnã emitiu o Decreto nº 145/2020 / ND-CP  sobre a Lei Trabalhista em relação às condições e relações de trabalho. Incluindo disposições detalhadas e orientações para a implementação da Cláusula 2, Artigo 161 da Lei Trabalhista sobre o trabalho doméstico. Este Decreto detalha e orienta a implementação de uma série de conteúdos sobre condições e relações de trabalho de acordo com os seguintes artigos e cláusulas da Lei Trabalhista: gestão do trabalho, contrato de trabalho, terceirização de mão de obra, organizar o diálogo e implementar a democracia de base no trabalho, salário, tempo de trabalho, tempo de descanso, disciplina no trabalho, responsabilidade material, e seguro para o trabalhador doméstico.

## Impactos sociais
Entre as desvantagens das mulheres trabalharem como empregadas domésticas está o fato do ambiente de trabalho ser muitas vezes na esfera privada. Pesquisadoras feministas argumentam que o domínio das mulheres neste mercado laboral reforça as desigualdades de gênero ao criar a relação senhor-servo entre as empregadas domésticas e seus empregadores e perpetuar a posição de inferioridade das mulheres. Outros críticos apontam que trabalhar em uma esfera privada priva as trabalhadoras domésticas das vantagens de um trabalho mais socializado na esfera pública.

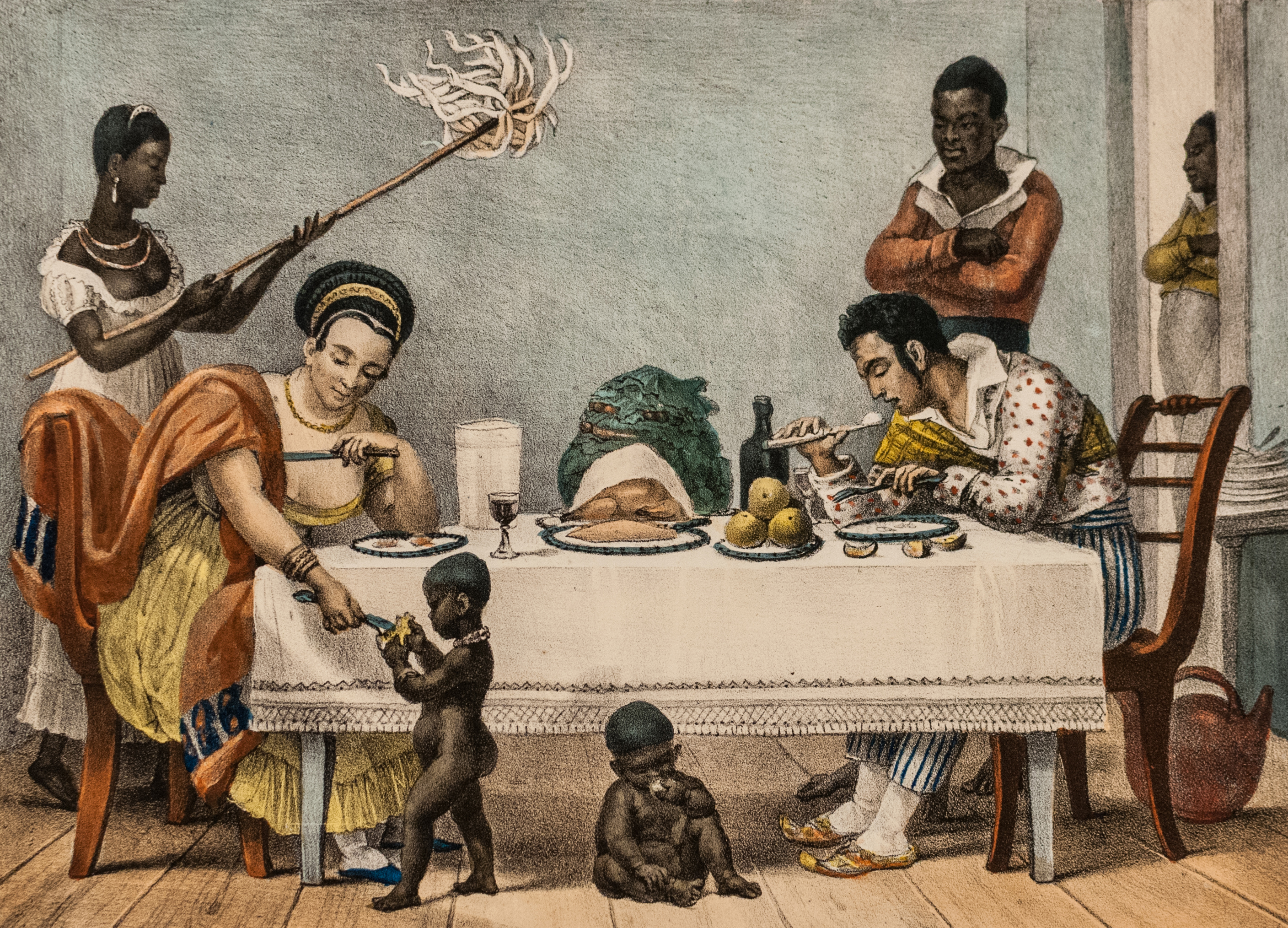
Um jantar brasileiro, Jean-Baptiste Debret, 1827

Além disso, os trabalhadores domésticos enfrentam outras desvantagens. Seu isolamento é aumentado por sua invisibilidade na esfera pública, assim como o caráter repetitivo e intangível de seu trabalho diminui seu valor, tornando os próprios trabalhadores mais prescindíveis. O nível de isolamento que as mulheres enfrentam também depende do tipo de trabalho doméstico em que estão envolvidas. As babás, por exemplo, tendem a sacrificar muito de sua independência e às vezes ficam cada vez mais isoladas quando vivem com uma família da qual não fazem parte e longe da sua. 
Embora trabalhar na esfera privada possa ser desvantajoso para as empregadas domésticas, muitas mulheres aprenderam como ajudar umas às outras a crescer economicamente. Elas descobrem que as redes informais de amigos e familiares estão entre os meios mais bem-sucedidos e comumente usados de encontrar e conseguir empregos.
Sem a segurança da proteção legal, muitas mulheres que trabalham sem documentos de identificação ou a cidadania necessários para realizar a atividade são vulneráveis a abusos. Algumas têm que realizar tarefas consideradas degradantes, mostrando uma manifestação de poder do empregador sobre a impotência do trabalhador. Empregar trabalhador doméstico de países estrangeiros pode também perpetuar a ideia de que o trabalho doméstico ou de serviço é reservado para  grupos sociais ou raciais específicos e reforça o estereótipo de que é um tipo de trabalho para pessoas inferiores.
Conseguir emprego no mercado de trabalho doméstico pode ser difícil para as mulheres imigrantes. Muitas terceirizam seus serviços para trabalhadoras mais estabelecidas no mercado de trabalho, ganhando experiência que pode produzir oportunidades melhores e mais independentes no futuro. As mulheres que trabalham como empregadas domésticas também têm alguma mobilidade profissional. Uma vez estabelecidos, eles têm a opção de aceitar empregos de vários empregadores, aumentando sua renda e sua experiência e, mais importante, sua capacidade de negociar preços com seus empregadores.